# Gerlach-Archiv

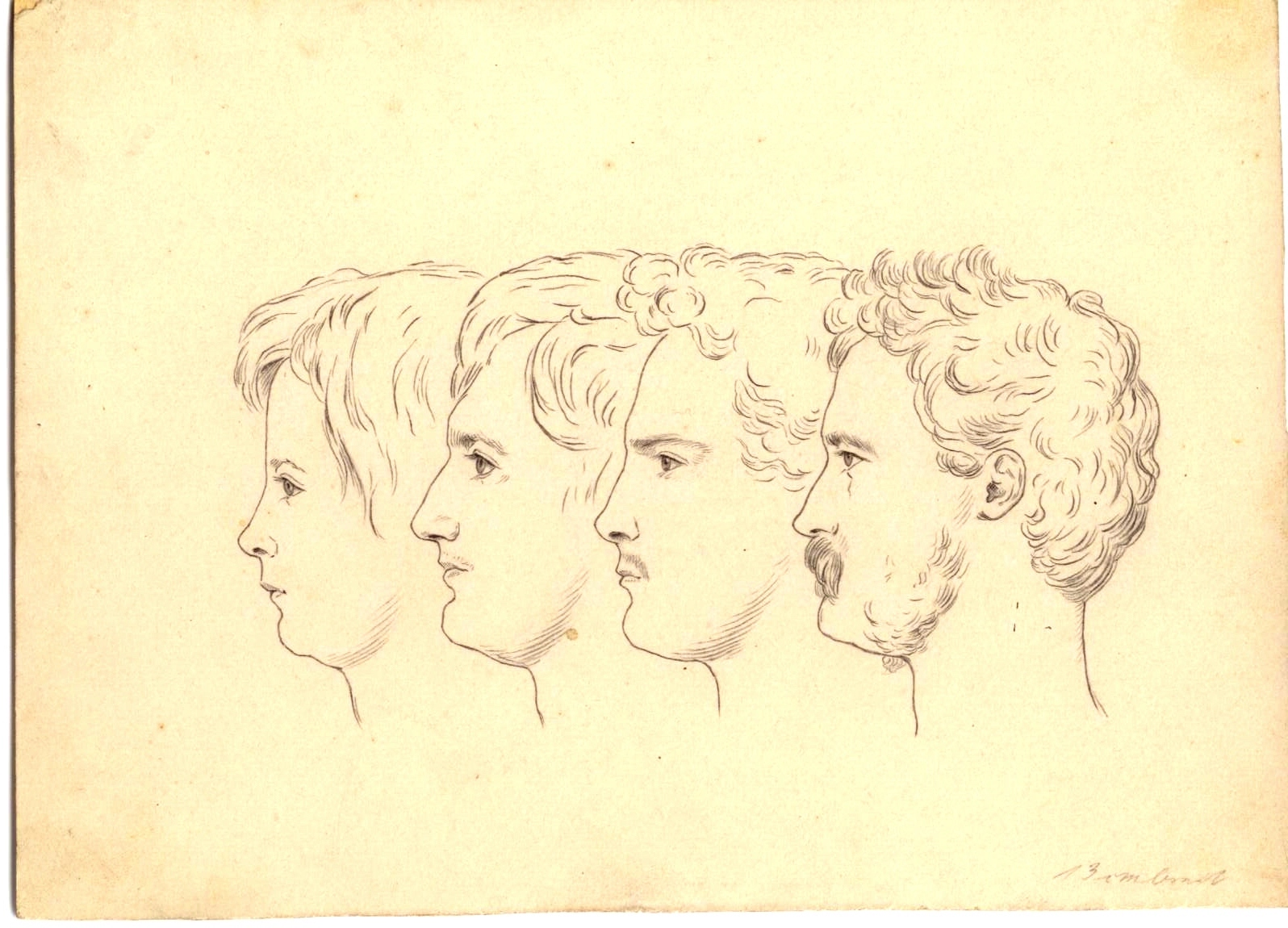
Die 4 Brüder von Gerlach (vor 1815) von Friedrich Meier (Sign. WI01269). V. l. n. r.: Otto, Ernst Ludwig, Leopold und Wilhelm von Gerlach

Das Gerlach-Archiv ist das Familienarchiv der preußischen Beamten- und Politikerfamilie von Gerlach und zugleich eine ideengeschichtliche Forschungsstelle an der Friedrich-Alexander-Universität Erlangen-Nürnberg. Ihm zugeordnet ist auch ein Teilarchiv der Familie von Raumer.
Das Archiv umfasst hauptsächlich den Nachlass Ernst Ludwig von Gerlachs (1795–1877). Es hat einen Gesamtumfang von ca. 17.000 Unterlagen und befindet sich seit 1954 in Erlangen. Seit Ende der 1970er Jahre ist es am dortigen Institut für Politische Wissenschaft angesiedelt.

## Geschichte
Das Gerlach-Archiv, auch „Gerlach-Rohrbecksches Familienarchiv“ bzw. „Rohrbecker Archiv“, ist das Familienarchiv der preußischen Beamten- und Politikerfamilie von Gerlach. Das seit Beginn des 19. Jahrhunderts vermutlich in Berlin und am ursprünglichen Landsitz der Familie, dem im ehemals östlichen Brandenburg gelegenen Gut Rohrbeck (heute: Rosnowo) entstandene, private Archiv wurde wohl zunächst von Ernst Ludwig von Gerlach selbst und dann von seinem Neffen Jakob geordnet und bearbeitet. Nach und nach um kleinere Nachlässe und Teilnachlässe seines Vaters, des Berliner Oberbürgermeisters Carl Friedrich Leopold von Gerlach († 1813), und seiner Brüder Wilhelm († 1834), Otto († 1849) und Leopold von Gerlach († 1861) erweitert, wurde ihm nach 1877 schließlich Ludwig von Gerlachs eigener umfangreicher Nachlass hinzugefügt. In den folgenden Jahren und Jahrzehnten wuchs das Archiv durch die Aufnahme weiterer Materialien späterer Familienmitglieder oder aus weiteren Zweigen der Familie von Gerlach weiter an.
Anders als vergleichbare Familienarchive aus dem ländlichen Preußen überstand das Gerlachsche Archiv den Zweiten Weltkrieg unbeschadet, auch da die Familie in den 20er Jahren des letzten Jahrhunderts in das bayerische Berchtesgaden übersiedelte. Ein größerer Teilnachlass Leopold von Gerlachs hingegen, der sich im Stettiner Staatsarchiv befand, ging 1945 verloren.
Im April 1954 hat Klaus von Gerlach das Archiv auf das Betreiben des Konservatismusforschers Hans-Joachim Schoeps hin an das Seminar für Religions- und Geistesgeschichte der Universität Erlangen übergeben. In der folgenden Zeit kam es zu reger Forschungs- und Veröffentlichungstätigkeit um das Archiv. Durch Ankäufe kleinerer Splitterbestände fremder Provenienz wurde das Archiv außerdem erweitert. Seit Ende der 1970er Jahre gehört es zum politikwissenschaftlichen Institut der FAU und wurde 1980 um das Raumer’sche Familienarchiv (Raumer-Archiv), einen Archivbestand aus dem Besitz der mit den von Gerlachs verwandten und in Erlangen ansässigen Familie von Raumer, ergänzt. In den Jahren 2011 bis 2015 wurden die Bestände des Gerlach-Archivs im Rahmen eines durch die Deutsche Forschungsgemeinschaft finanzierten Drittmittelprojekts unter der Leitung von Clemens Kauffmann neu erschlossen und katalogisiert. Das Gerlach-Archiv ist seither vollständig in der Kalliope-Datenbank für Autographen und Nachlässe nachgewiesen.

## Bestände

### Überblick

Ansicht einer Seite aus einem der Tagebücher Ernst Ludwig von Gerlachs (II A), Eintrag vom 23. September 1817 (Sign. ER02784)

Das Gerlach-Archiv besteht überwiegend aus dem echten und angereicherten Nachlass des Richters, Politikers und Publizisten Ernst Ludwig von Gerlach (1795–1877). Daneben hat es im Laufe der Zeit weitere Teilnachlässe und Nachlasssplitter aufgenommen. Der Nachlass Ludwig von Gerlachs bildet heute den Kern des seit seiner Entstehung als Familienarchiv angelegten Archivs. Bei dessen Bearbeitung und Ordnung als Ganzes wurden bis ins 20. Jahrhundert hinein alle Abgrenzungen innerhalb des Gesamtbestands größtenteils verwischt, so z. B. von Ludwigs Nachlass zu den anderen Teilnachlässen der Brüder Wilhelm, Leopold und Otto. Diese zum Teil späteren Beifügungen sind in ihrer ursprünglichen Form als physische Teilbestände deshalb heute nicht mehr genau rekonstruierbar.
Die hauptsächlichen Bestandsbildner des Gerlach-Archivs sind:
- Carl Friedrich Leopold von Gerlach
- Ernst Ludwig von Gerlach (Hauptnachlasser)
- Leopold von Gerlach (Teilnachlass)
- Otto von Gerlach
- Wilhelm von Gerlach
- Johann Georg von Raumer

Daneben existierten zwei „Erweiterungen“, Nachlasssplitter von Karl Witte und Franz von Lucadou (1783–1860), die auf Ankäufe zurückgehen und als getrennte Bestände gelagert sind.

### Inhalt
Den Schwerpunkt bildet das sog. „Rohrbecker Archiv“, welches den umfangreichen Briefwechsel Ernst Ludwig von Gerlachs (ca. 15.000 Briefe von fast 9.000 Korrespondenten), sowie einiger Verwandter, verschiedenstes dienstliches und politisches Schriftgut sowie seine Tagebücher (1815–1877) enthält. Daneben umfasst es unter anderem größere Teile des Nachlasses seines älteren Bruders, des Generals Leopold von Gerlach, sowie des Nachlasses seines Vaters, des Berliner Oberbürgermeisters Carl Friedrich Leopold von Gerlach. Letzterer enthält neben Korrespondenz ebenfalls amtliches Schriftgut.
Das Archiv beinhaltet im Allgemeinen reichhaltige Materialien zur politischen Geschichte Preußens, zur Theologie und Kirchengeschichte (Neupietismus), zur Rechtsgeschichte sowie – dank der Freundschaften der Gebrüder Gerlach mit namhaften Gelehrten der Zeit und mit bekannten Künstlern der Romantik – zur deutschen Wissenschafts-, Kunst- und Kulturgeschichte des 19. Jahrhunderts. Auf Grund des politischen Wirkens von Gerlachs und seiner politischen Weggefährten sind die Bestände des Archivs insbesondere für die Erforschung des preußischen Altkonservatismus von Bedeutung.

### Aufbau
Die früheren Bearbeiter gliederten den Gesamtbestand in insgesamt 177 Faszikel oder Bände, die überwiegend Provenienzen oder geschlossene Kommunikationszusammenhänge abbilden sollten (z. B. Briefe Ernst Ludwig von Gerlachs an seine Frau Luise geb. von Blankenburg oder Briefe des Vaters Carl Friedrich Leopold von Gerlach an seine Söhne). Da Bestände und Teilbestände aus verschiedenen Überlieferungen zusammengeführt wurden, zieht sich diese Struktur nicht völlig einheitlich und mitunter redundant durch das Archiv; so etwa, wenn Briefe desselben Verfassers in zwei verschiedenen Familienzweigen und daher an unterschiedlichen Orten überliefert wurden. Obgleich sich in diesem Aufbau sicherlich verschiedene historische Erweiterungsphasen des Gesamtbestands abbilden, konnten diese bisher jedoch noch nicht systematisch untersucht werden. Detaillierte Aufzeichnungen über die bisherigen Bearbeitungsschritte liegen nicht vor. Die überlieferte Gliederung des Bestands ist im Rahmen der jüngsten Neuerschließung allerdings respektiert und weitestgehend bewahrt worden; sie liegt für spätere Benutzer somit als gewissermaßen physischer Teil seiner Überlieferungsgeschichte weiterhin vor.
Im Rahmen der Neuerschließung wurden die Unterlagen außerdem jeweils virtuellen, personenbezogenen Beständen zugeordnet (gegliedert nach den ursprünglichen Bestandsbildnern: „ER“ für Ernst Ludwig von Gerlach, „FA“ für Familienarchiv, „LE“ für Leopold von Gerlach, „WI“ für Wilhelm von Gerlach, „OT“ für Otto von Gerlach etc.), welche in ihrer Ganzheit eine archivarische Klassifikation bilden, wodurch das Archiv nunmehr sowohl personenbezogen sowie auch nach Materialarten (Korrespondenz, Dokumente etc.) durchsucht werden kann. Die Zuordnung der Archivalien zu Personenbeständen findet sich in den neuvergebenen Signaturen wieder, z. B. „ER02117“.

### Neuerschließung
Der gesamte Bestand wurde in den Jahren 2011 bis 2015 im Rahmen des aus Mitteln der Deutschen Forschungsgemeinschaft (DFG) finanzierten Projekts Erschließung und digitale Erfassung des Gerlach-Archivs EDV-gestützt und aktuellem wissenschaftlichen Standard entsprechend neu erschlossen und verzeichnet. Ziel des Projekts war seine erstmalige umfassende Erschließung einschließlich aller Nebenarchive und die Erstellung eines elektronischen Nachlassverzeichnisses.
Im Laufe des Projekts wurden mehr als 3.300 Katalog-Datensätze erstellt, mit denen insgesamt gut 17.000 Briefe und Dokumente nach Verfassern, Datierung und Ort, zum Teil auch nach Beschaffenheit und Inhalt erfasst wurden. Seit Abschluss des Erfassungsprojekts im Frühjahr 2015 sind die Bestände des Archivs im Kalliope-Verbundkatalog für Autographen und Nachlässe vollständig katalogisiert.

### Signaturgruppen
Der bisherige Gesamtbestand aus 177 Faszikel gliederte sich in die folgenden Signaturgruppen:
| Signatur | Anzahl |
| -------- | ------ |
| 1–11     | 11     |
| I–XIX    | 19     |
| A–Z      | 25     |
| AA–EY    | 122    |
| Summe:   | 177    |

Die Verzeichnungseinheiten der Neuerschließung gliedern den Gesamtbestand außerdem in die folgenden Personenbestände (Klassifikation):
| Bestand | Anzahl | ggf. Bestandsbilder           |
| ------- | ------ | ----------------------------- |
| ER      | 1777   | Ernst Ludwig von Gerlach      |
| FA      | 778    | Familienarchiv                |
| LE      | 179    | Leopold von Gerlach           |
| WI      | 395    | Wilhelm von Gerlach           |
| OT      | 28     | Otto von Gerlach              |
| KW      | 95     | Karl Witte                    |
| JL      | 3      | Johann Paul Franz von Locadou |
| RA      | 62     | Raumer-Archiv                 |
| Summe:  | 3317   |                               |

Da die bei der Neuerschließung gebildeten Verzeichnungseinheiten eine Feinerschließung der bisherigen Ordnung darstellen, ist die Faszikelgliederung ungestört erhalten geblieben und kann mittels Konkordanz oder Archivkatalog den neuen Signaturen zugeordnet werden.

## Benutzung
Das Gerlach-Archiv ist der wissenschaftlich interessierten Öffentlichkeit zu Forschungszwecken zugänglich. Die Benutzung ist kostenfrei, Kopien und elektronische Reproduktionen können nach Absprache und gegen Gebühr angefertigt werden.